# Tahitoe
Tahitoe a Tahitoe dit « le Régent », né vers 1810 à Raiatea où il meurt le 10 juin 1887,, est un membre de la lignée royale des Tamatoa de Raiatea. Il est proclamé roi du Royaume-Uni de Raiatea et Tahaa vers 1872, à la suite de la déposition de Tamatoa V.

## Famille
Le prince Tahitoe est un fils de Tahitoe dit Hihipa ou Hiaiai (1770-1827) de Raiatea et de son épouse Teopua Arihi. Par son père, il est neveu du roi Tamatoa III de Raiatea et le cousin de Tamatoa IV Moeore, dernier souverain de la lignée directe des Tamatoa de Raiatea.

## Règne
En vertu de son appartenance à la dynastie des Tamatoa et en tant que cadet de la famille régnante, il est choisi pour succéder au roi Tamatoa V, déchu et exilé vers Maiao pour avoir tué en état d'ivresse un collecteur d'impôts du nom de Paino, dans la nuit du 9 au 10 février 1871.
Il est couronné au temple de Uturoa en août 1872.
Le 6 avril 1880, sous la menace d'une intervention militaire allemande, Chessé réussit à lui faire cosigner avec les chefs, une demande de  protection  par la France des îles de Raiatea et Tahaa. Cette demande ne concernait que les affaires étrangères.
Il est déposé le 25 mars 1881 pour s'être allié aux français.
Sa fille aînée, la Princesse Rereao, est choisie pour lui succéder le 13 avril 1881 sous le nom de Reine Tehauroa ou Hauroa.

## Descendance
Le roi Tahitoe épouse en premières noces, vers 1837, Teeva a Vairaatoa dite Faatereau (1823-1871), cousine de la reine Pomare IV, avec qui il a trois enfants :
- La princesse Teriifaatau a Tahitoe (1838-1911) ;
- Le prince Tahitorai a Tahitoe (1839-1900) ;
- La princesse Ariititi a Tahitoe (1842-1890).
- La princesse Mata a Tahitoe(1823-1878)

En secondes noces, vers 1855, il épouse Mere a Timiona dite Metuaaro avec qui il a cinq enfants :
- La princesse Rereao a Tahitoe (1855-1884) qui succède à son père sous le nom de reine Tehauroa le 13 avril 1881 et règne jusqu'à sa mort le 18 mars 1884. Sans postérité ;
- Le prince Tahitoe a Tahitoe (1856-?) dit Teriihauepa ;
- La princesse Ariitapeta a Tahitoe (1860-1911) qui succèdera a Tamatoa VI Tautu sous le nom de Tuariitaumataiterai[réf. nécessaire]. Sans postérité ;
- La princesse Teritoiterai a Tahitoe (1868-1918) ;
- Le prince Tehihipo a Tahitoe (1870-1930). Sans postérité.

## Titulature
- S.M. le roi Tahitoe (1872-1881)
- Le régent Tahitoe (1881-1887)